# Comuna Bobrovîi Kut, Velîka Oleksandrivka
Bobrovîi Kut (în ucraineană Бобровий Кут) este o comună în raionul Velîka Oleksandrivka, regiunea Herson, Ucraina, formată din satele Bobrovîi Kut (reședința) și Zapovit.

## Demografie
Componența lingvistică a comunei Bobrovîi Kut
     Ucraineană (94,39%)
     Rusă (3,37%)
     Belarusă (2,24%)
Conform recensământului din 2001, majoritatea populației comunei Bobrovîi Kut era vorbitoare de ucraineană (94,39%), existând în minoritate și vorbitori de rusă (3,37%) și belarusă (2,24%).